# Краваляна
Краваля̀на (на италиански: Cravagliana; на пиемонтски: Cravajan-a, Краваян-а) е село и община в Северна Италия, провинция Верчели, регион Пиемонт. Разположено е на 615 m надморска височина. Населението на общината е 272 души (към 2010 г.).